# Sarmada
Sarmada és una vila de Síria, que pertany al districte d'Harem i a la província d'Idlib. Està en l'extrem nord-oest del país, a prop de la frontera amb Turquia.
Encara que la ciutat actual va ser fundada per Abu Obeida Amer ibn al-Jarrah l'any 638, se'n conserven restes de civilitzacions anteriors. El seu nom significa «Eterna».

## Època romana
A Sarmanda hi ha la tomba d'un personatge el segle II anomenat Manli, de l'època en què aquest territori formava part de l'Imperi Romà. Té forma rectangular i dues columnes compostes per tretze pedres cilíndriques. Les columnes estan unides, des de la pedra desena, per una peça horitzontal amb un timpà al damunt.
A uns 4 km, en la carretera en direcció a Baqirha hi ha un temple romà dedicat a Júpiter. Unes incripcions d'aquest temple, el daten vers el 169 de la nostra era. Consta d'una cel·la davant la qual hi havia un gran pòrtic de quatre columnes, de les quals només en queda una.

## Cristianització
El Monestir de Sant Daniel (també dit Breij, Braij o al-Breij) està a 2 km a l'oest de la vila, en el vessant d'una zona muntanyosa, a uns 400 metres de la carretera. Aquest monestir data del segle vi, de la darrera fase monàstica de les Ciutats Oblidades.
El patriarca Elies d'Antioquia consagrà a Sarmanda una església l'any 722 .

## Període croat
En els camps d'aquesta població, el 28 de juny del 1119, es lliurà una cruenta batalla, que es recorda amb el nom d'Ager Sanguinis, els combatents van ser les forces del Principat d'Antioquia i els artúquides.
El rei Balduí II de Jerusalem feu donació d'un monestir a Sarmada anomenat Hisn ad-Dair, l'any 1121, a Alain de Gael, el qual era descrit com a part d'una construcció fortificada.Plantilla:SfnAsbridge El castell, que tenia tres torres de vigilància, està actualment mig derruït.

## Economia
L'activitat majoritària és la pagesia, els conreus més importants són l'olivera i els cereals. Una segona activitat en creixement és el comerç, el qual es beneficia de la proximitat a Bab al-Hawa, i el fet d'estar a prop de la frontera turca.